# Steinau
Steinau es un municipio situado en el distrito de Cuxhaven, en el estado federado de Baja Sajonia (Alemania), a una altitud de 1 metro. Tiene una población estimada, a finales de 2020, de 799 habitantes.
Se encuentra ubicado a poca distancia al norte de la ciudad de Bremen, al sur del mar del Norte.